# Shinagawa Yajirō
Il visconte Shinagawa Yajirō (品川 弥二郎?, Shinagawa Yajirō; Hagi, 20 novembre 1843 – Tokyo, 26 febbraio 1900) è stato un politico giapponese, che divenne Ministro dell'interno del Giappone al principio del periodo Meiji.

## Biografia
Shinagawa nacque ad Hagi, nell'ex dominio di Chōshū (attuale prefettura di Yamaguchi). Suo padre era un ashigaru, o soldato di fanteria di grado inferiore al servizio del clan Mōri. Durante il periodo del Bakumatsu, frequentò l'Accademia Shoka Sonjuku  di Yoshida Shōin, e fu un fervente sostenitore del movimento Sonnō jōi. Nel 1862, insieme ad altri samurai di Chōshū fautori del Sonnō jōi, prese parte a un attacco contro la legazione britannica ad Edo. Fu presente anche alla sfortunata ribellione di Hamaguri a Kyoto nell'agosto 1864. Durante la Guerra Boshin della restaurazione Meiji, servì come ufficiale di stato maggiore negli eserciti imperiali in varie battaglie contro i resti delle forze dello shogunato Tokugawa nell'Ōuetsu Reppan Dōmei nell'Honshū settentrionale. A lui sono anche attribuite le parole di Tokoton-yare-bushi, una canzone lealista che fu popolare durante la Guerra Boshin.
Dopo l'istituzione del governo Meiji, Shinagawa fu mandato in Francia le moderne tecnologie e strategie militari occidentali durante la Guerra franco-prussiana. Dopo il suo ritorno in Giappone, fu nominato Primo segretario del Ministero dell'interno, salendo in seguito alla carica di Vice Ministro giovane dell'interno, seguita dalla posizione di Vice Ministro anziano dell'agricoltura e del commercio. Sostenne lo sviluppo dell'agricoltura e della selvicoltura attraverso i suoi sforzi per la formazione delle banche cooperative e delle cooperative agricole. In seguito ritornò brevemente in Germania come diplomatico. Nel 1891, Shinagawa fu nominata Ministro dell'interno nel gabinetto del primo ministro Matsukata Masayoshi.

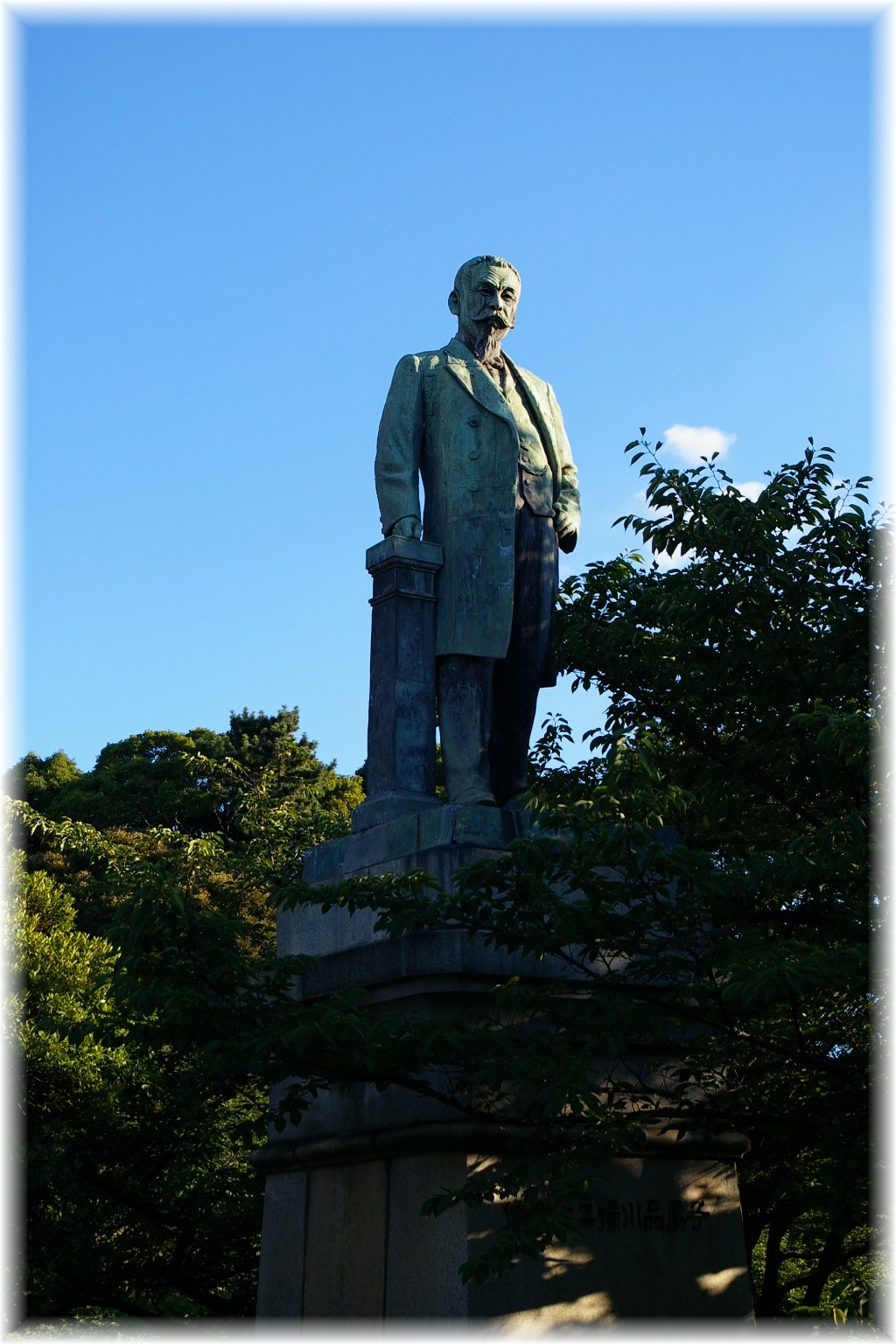
Statua di bronzo di Shinagawa nel Santuario Yasukuni

Durante le tumultuose elezioni generali giapponesi del 1892, Shinagawa rispose alle critiche indirette dell'imperatore Meiji all'incapacità della Dieta nazionale del Giappone di trovare un accordo sul bilancio nazionale accusando i partiti politici dell'opposizione di sedizione e usando la sua autorità come Ministro dell'interno per intraprendere azioni di polizia finalizzate a sopprimere le attività dell'opposizione durante le elezioni e ad intimidire i candidati e gli elettori. I tumulti e le altre perturbazioni pubbliche che ne risultarono in tutto il Giappone provocarono numerose morti e feriti, e le stesse elezioni furono macchiate da irregolarità nelle votazioni. Shinagawa fu duramente criticato in pubblico per gli eventi e fu costretto a dimettersi dalla sua carica.
Dopo le sue dimissioni, insieme all'altro ex ministro dell'interno Saigō Tsugumichi, Shinagawa fondò il partito politico conservatore Kokumin Kyōkai, di cui divenne vice presidente.
Shinagawa fu decorato con l'Ordine del Sol Levante, 1ª classe, nel 1900 a titolo postumo. Una grande statua di bronzo di Shinagawa è ubicata a sinistra dell'entrata principale del Santuario Yasukuni a Tokyo.